# Шевченко, Евгений Константинович
Евге́ний Константи́нович Шевче́нко (укр. Євгеній Костянтинович Шевченко; род. 2 декабря 1995, Бровары, Киевская область) — украинский футболист, защитник клуба «Оболонь».

## Биография
Воспитанник киевского РВУФК. В ДЮФЛУ выступал за киевскую «Звезду» и «Княжу» (Счастливое). В сезоне 2012/13 находился в структуре донецкого «Металлурга», однако сыграл лишь 1 матч за молодёжную команду. В 2014 году выступал за любительский «Локомотив» в чемпионате Киевской области.
В 2015 году присоединился к «Оболонь-Бровар». Дебютировал в футболке «пивоваров» 28 марта 2015 года в ничейном (0:0) домашнем поединке 17-го тура Второй лиги против одесского «Реал Фармы». Евгений вышел на поле на 79-й минуте, заменив Григория Сахнюка. Дебютным голом за киевскую команду отличился 19 августа 2016 года на 51-й минуте победного (3:2) домашнего поединка 5-го тура Первой лиги против «Сум». Шевченко вышел на поле на 35-й минуте, заменив Илью Коваленко. В сезоне 2014/15 годов вместе с «пивоварами» стал серебряным призёром Второй лиги, а в следующем сезоне — бронзовым призёром Первой лиги.